# 新模範馬路駅
新模範馬路駅（しんもはんばろ-えき）は中華人民共和国江蘇省南京市鼓楼区ににある、南京地下鉄1号線の駅である。

## 駅構造
島式ホーム1面2線を有する地下駅。

## 駅周辺
- 玄武湖隧道
- 南京汽車制造廠
- 南京工業大学

## 歴史
- 2005年8月12日 - 開業。

## 隣の駅
南京地下鉄
■1号線
南京駅 - 新模範馬路駅 - 玄武門駅